# RPM (magasin)
 For alternative betydninger, se RPM. (Se også artikler, som begynder med RPM)
RPM (ISSN 0315-5994 og senere ISSN 0033-7064) var den canadiske musikindustris udgivelse som indeholdt sang- og albumhitlister for Canada. Udgivelsen blev grundlagt af Walt Grealis i februar 1964, støttet af Sten Klees, der var ejer af et pladeselskab. RPM blev udgivet sidste gang i november 2000.
RPM stod for "Records, Promotion, Music". Magasinet blev udgivet under flere forskellige titler som bl.a. RPM Weekly og RPM Magazine. RPM havde flere forskellige hitlister, inklusive Top Singles (alle genre), Adult Contemporary, Dance, Urban, Rock/Alternative og Country Tracks (a.k.a. Top Country Tracks) til countrymusik. Den 21, marts 1966 udvidede RPM sin singlehitliste fra 40 til 100.
| Bog | Spire Denne artikel om bøger og tidsskrifter er en spire som bør udbygges. Du er velkommen til at hjælpe Wikipedia ved at udvide den. |